# Campeonatos Europeos (evento multideportivo)
Los Campeonatos Europeos son un evento multideportivo que cada 4 años organiza conjuntamente los Campeonatos Europeos de algunos deportes. La edición inaugural se celebró en 2018 en Berlín (Alemania) y Glasgow (Reino Unido) entre el 2 y 12 de agosto. La segunda edición se celebró en Múnich (Alemania). Los campeonatos de los deportes que se celebran fuera del período cuatrienal (anual en ciclismo, gimnasia, remo y triatlón; bienal en atletismo y natación) no forman parte de este evento.

## Historia
Atletismo Europeo, la Liga Europea de Natación, la Unión Europea de Ciclismo, la Federación Internacional de Sociedades de Remo y la Unión Europea de Triatlón acordaron en 2015 organizar sus campeonatos como parte de los Campeonatos Europeos. Las federaciones y las sedes organizarían los campeonatos con un calendario coordinado y una marca común.

## Ediciones
| Año  | Ciudad/es sede/s | País/es sede/s | Fecha        | Deportes                                                                                      | Eventos | Países | Atletas |
| ---- | ---------------- | -------------- | ------------ | --------------------------------------------------------------------------------------------- | ------- | ------ | ------- |
| 2018 | Berlín           | Alemania       | 2-12 agosto  | - Atletismo                                                                                   | 50      | 49     | 1500    |
| 2018 | Glasgow          | Reino Unido    | 2-12 agosto  | - Deportes acuáticos - Natación - Saltos - Natación sincronizada - Natación en aguas abiertas | 72      | 48     | 1072    |
| 2018 | Glasgow          | Reino Unido    | 2-12 agosto  | - Ciclismo - Pista - Ruta - Montaña - BMX                                                     | 30      |        | 1055    |
| 2018 | Glasgow          | Reino Unido    | 2-12 agosto  | - Golf                                                                                        | 3       | 15     | 68      |
| 2018 | Glasgow          | Reino Unido    | 2-12 agosto  | - Gimnasia artística                                                                          | 12      |        | 311     |
| 2018 | Glasgow          | Reino Unido    | 2-12 agosto  | - Remo                                                                                        | 17      | 32     | 600     |
| 2018 | Glasgow          | Reino Unido    | 2-12 agosto  | - Triatlón                                                                                    | 3       |        | 180     |
| 2022 | Múnich           | Alemania       | 11-21 agosto | - Atletismo                                                                                   | 50      | 50     | 1500    |
| 2022 | Múnich           | Alemania       | 11-21 agosto | - Ciclismo - Pista - Ruta - Montaña - BMX                                                     | 30      | 40     | 770     |
| 2022 | Múnich           | Alemania       | 11-21 agosto | - Gimnasia artística                                                                          | 14      | 50     | 300     |
| 2022 | Múnich           | Alemania       | 11-21 agosto | - Remo                                                                                        | 24      | 30     | 660     |
| 2022 | Múnich           | Alemania       | 11-21 agosto | - Triatlón                                                                                    | 3       | 30     | 120     |
| 2022 | Múnich           | Alemania       | 11-21 agosto | - Escalada                                                                                    | 8       | 30     | 300     |
| 2022 | Múnich           | Alemania       | 11-21 agosto | - Tenis de mesa                                                                               | 5       | 40     | 260     |
| 2022 | Múnich           | Alemania       | 11-21 agosto | - Vóley playa                                                                                 | 2       | 22     | 128     |
| 2022 | Múnich           | Alemania       | 11-21 agosto | - Piragüismo en aguas tranquilas                                                              | 41      | 40     | 675     |

## Trofeo de los Campeonatos Europeos
El Trofeo de los Campeonatos Europeos es entregado al país que finaliza en lo más alto del medallero entre todos los deportes.
| Año  | Ciudad/es sede/s | País/es sede/s         | Eventos de medalla | Fecha               | Medallero Campeonatos Europeos | Medallero Campeonatos Europeos | Medallero Campeonatos Europeos |
| Año  | Ciudad/es sede/s | País/es sede/s         | Eventos de medalla | Fecha               | Ganador                        | Segundo                        | Tercero                        |
| ---- | ---------------- | ---------------------- | ------------------ | ------------------- | ------------------------------ | ------------------------------ | ------------------------------ |
| 2018 | Glasgow Berlín   | Reino Unido · Alemania | 187                | 2-12 agosto         | Rusia                          | Reino Unido                    | Italia                         |
| 2022 | Múnich           | Alemania               | 176                | 11-21 agosto        | Alemania                       | Reino Unido                    | Italia                         |
| 2026 | TBA              | TBA                    | TBA                | 30 julio - 9 agosto |                                |                                |                                |

## Medallero
| Núm. | País                          | Oro | Plata | Bronce | Total |
| ---- | ----------------------------- | --- | ----- | ------ | ----- |
| 1    | Reino Unido                   | 50  | 45    | 39     | 134   |
| 2    | Alemania                      | 39  | 37    | 37     | 113   |
| 3    | Rusia                         | 31  | 19    | 16     | 66    |
| 4    | Italia                        | 29  | 35    | 47     | 111   |
| 5    | Francia                       | 24  | 31    | 37     | 92    |
| 6    | Países Bajos                  | 24  | 22    | 25     | 71    |
| 7    | Hungría                       | 18  | 11    | 9      | 38    |
| 8    | Polonia                       | 17  | 22    | 21     | 60    |
| 9    | Ucrania                       | 13  | 21    | 14     | 48    |
| 10   | España                        | 12  | 17    | 22     | 51    |
| 11   | Suiza                         | 11  | 9     | 13     | 33    |
| 12   | Rumania                       | 11  | 6     | 8      | 25    |
| 13   | Grecia                        | 10  | 7     | 2      | 19    |
| 14   | Noruega                       | 10  | 3     | 4      | 17    |
| 15   | Bélgica                       | 9   | 8     | 12     | 29    |
| 16   | Suecia                        | 9   | 5     | 6      | 20    |
| 17   | Portugal                      | 6   | 4     | 2      | 12    |
| 18   | Croacia                       | 5   | 2     | 3      | 10    |
| 19   | Austria                       | 4   | 3     | 5      | 12    |
| 20   | Bielorrusia                   | 4   | 2     | 3      | 9     |
| 21   | República Checa               | 3   | 7     | 4      | 14    |
| 22   | Lituania                      | 3   | 6     | 5      | 14    |
| 23   | Eslovenia                     | 3   | 6     | 3      | 12    |
| 24   | Israel                        | 3   | 2     | 3      | 8     |
| 25   | Dinamarca                     | 2   | 7     | 5      | 14    |
| 25   | Turquía                       | 2   | 7     | 5      | 14    |
| 27   | Irlanda                       | 2   | 3     | 3      | 8     |
| 28   | Finlandia                     | 2   | 1     | 3      | 6     |
| -    | Atletas Neutrales Autorizados | 1   | 3     | 2      | 6     |
| 29   | Serbia                        | 1   | 2     | 1      | 4     |
| 30   | Armenia                       | 1   | 1     | 1      | 3     |
| 31   | Islandia                      | 1   | 1     | 0      | 2     |
| 31   | Letonia                       | 1   | 1     | 0      | 2     |
| 33   | Albania                       | 1   | 0     | 0      | 1     |
| 33   | Chipre                        | 1   | 0     | 0      | 1     |
| 35   | Eslovaquia                    | 0   | 2     | 1      | 3     |
| 36   | Bulgaria                      | 0   | 1     | 1      | 2     |
| 37   | Azerbaiyán                    | 0   | 1     | 0      | 1     |
| 37   | Moldavia                      | 0   | 1     | 0      | 1     |
| 37   | Montenegro                    | 0   | 1     | 0      | 1     |
| 40   | Estonia                       | 0   | 0     | 2      | 2     |
| 41   | Luxemburgo                    | 0   | 0     | 1      | 1     |
|      | TOTAL                         | 363 | 362   | 365    | 1090  |